# Premio al mejor Baloncestista Masculino del Año de la Ivy League
El Premio al mejor Baloncestista Masculino del Año de la Ivy League (en inglés, Ivy League Men's Basketball Player of the Year) es un galardón que otorga la Ivy League al jugador de baloncesto masculino más destacado del año. El premio fue entregado por primera vez en la temporada 1974–75. Seis jugadores han logrado el galardón en dos ocasiones: Craig Robinson, Kit Mueller, Jerome Allen, Ugonna Onyekwe, Ibrahim Jaaber y Justin Sears. 
A lo largo de la historia del premio ha habido tres años con doble ganador. El primero ocurrió en la temporada 1981–82, cuando Paul Little de Penn compartió el premio con Craig Robinson de Princeton; el siguiente fue en la campaña 1992–93, con Jerome Allen de Penn y Buck Jenkins de Columbia como vencedores, y el último en 2020.
En 2021 no hubo galardón ya que la Ivy League suspendió todos los deportes de invierno, incluido el baloncesto masculino, debido a la pandemia de COVID-19.

## Ganadores

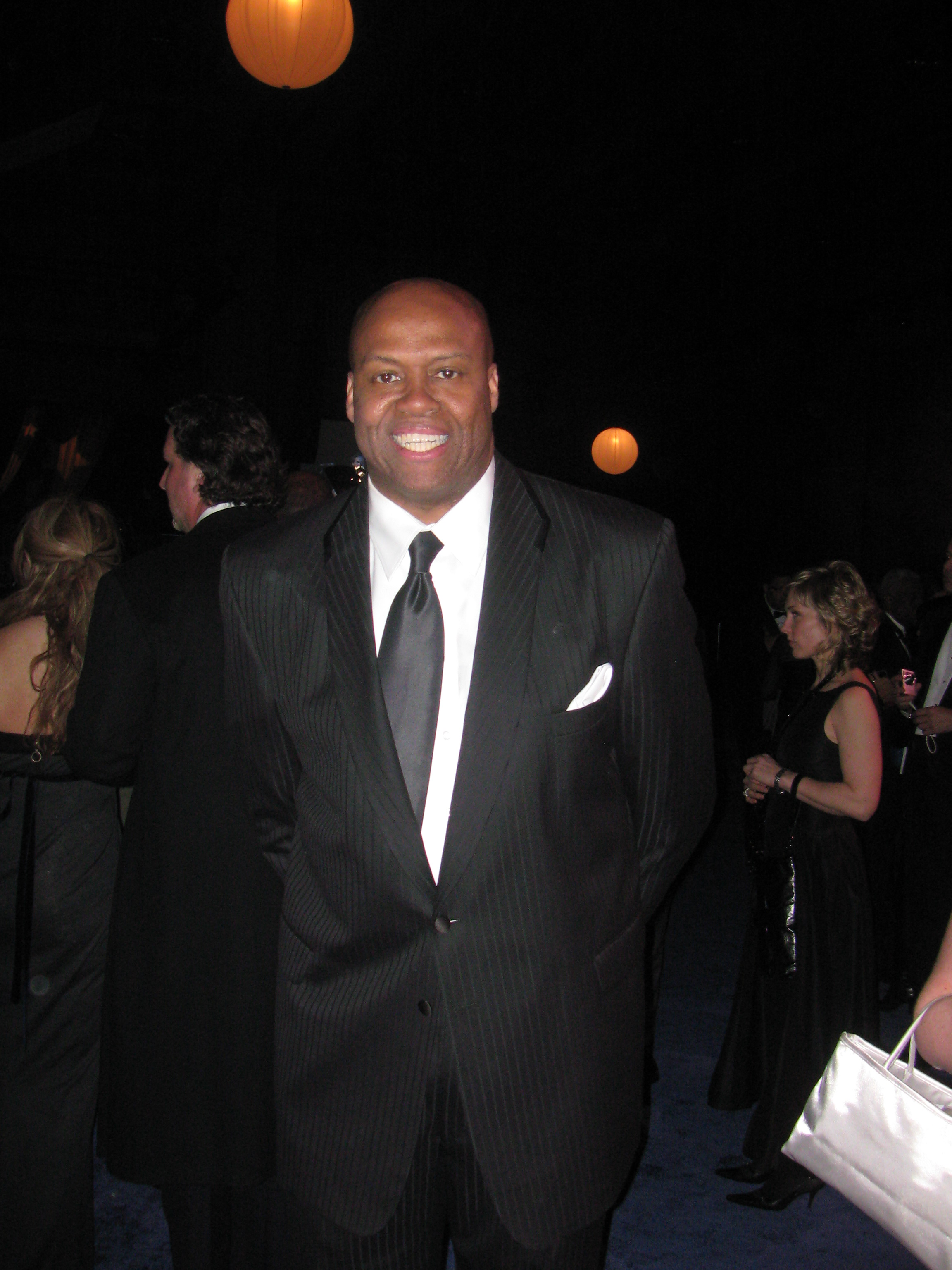
Craig Robinson, cuñado del Presidente de los Estados Unidos Barack Obama, ganó el premio en 1982 y 1983 con Princeton.

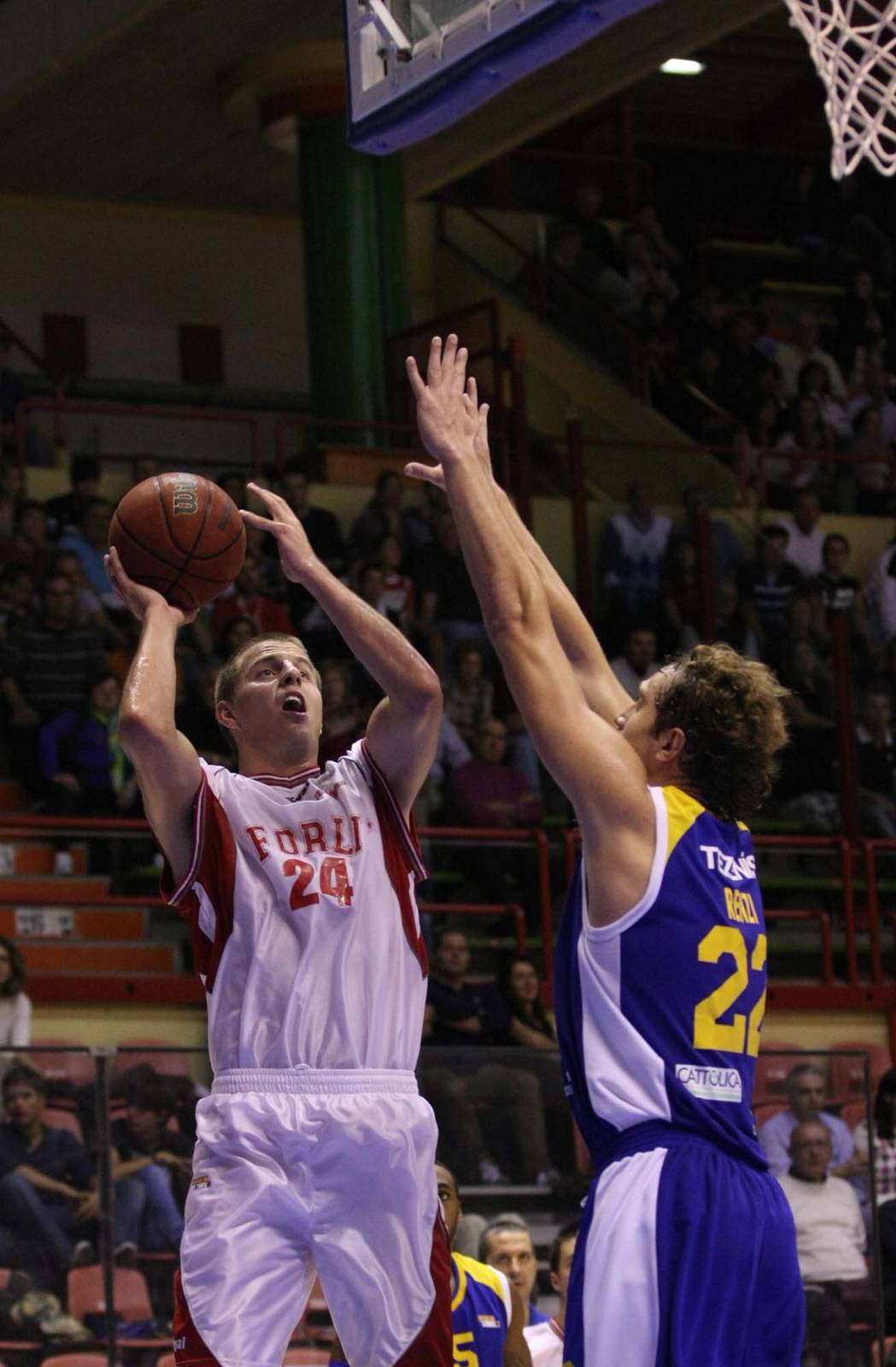
Ryan Wittman, de Cornell, galardonado en 2010.

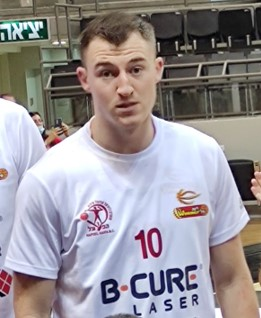
Spencer Weisz, de Princeton, galardonado en 2017.

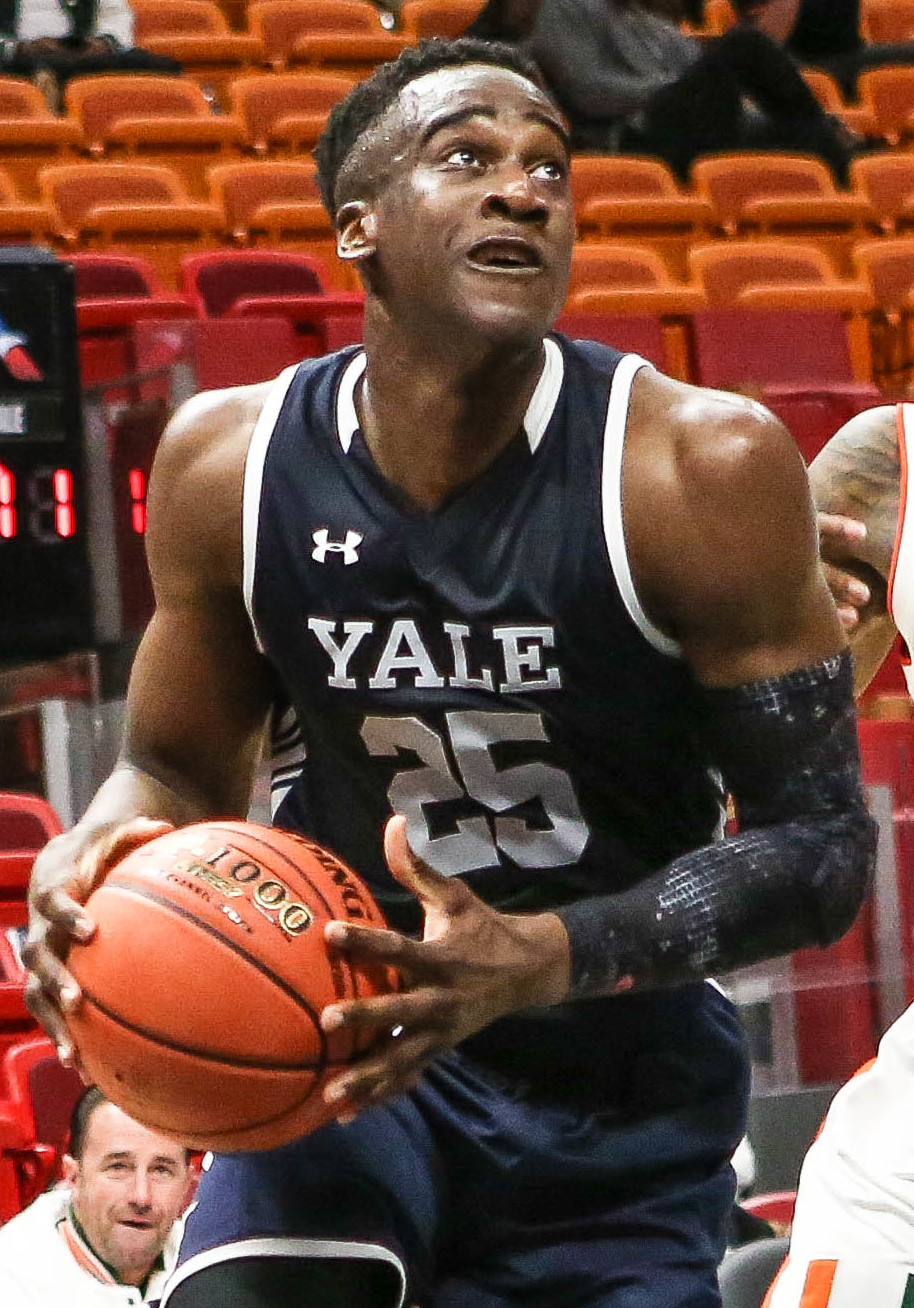
Miye Oni, de Yale, galardonado en 2019.

| †           | Co-Jugadores del Año                                                                                                |
| *           | Ganador del premio al mejor universitario del año: el Naismith College Player of the Year o el John R. Wooden Award |
| Jugador (X) | Denota el número de veces que ha conseguido el galardón                                                             |

| Temporada | Jugador                                             | Universidad                                         | Posición                                            | Curso                                               | Referencia                                          |
| --------- | --------------------------------------------------- | --------------------------------------------------- | --------------------------------------------------- | --------------------------------------------------- | --------------------------------------------------- |
| 1974–75   | Ron Haigler                                         | Penn                                                | Ala-Pívot                                           | Senior                                              |                                                     |
| 1975–76   | Armond Hill                                         | Princeton                                           | Base                                                | Senior                                              |                                                     |
| 1976–77   | Frank Sowinski                                      | Princeton                                           | Alero                                               | Junior                                              |                                                     |
| 1977–78   | Keven McDonald                                      | Penn                                                | Alero                                               | Senior                                              |                                                     |
| 1978–79   | Tony Price                                          | Penn                                                | Alero                                               | Senior                                              |                                                     |
| 1979–80   | Peter Moss                                          | Brown                                               |                                                     | Senior                                              |                                                     |
| 1980–81   | Larry Lawrence                                      | Dartmouth                                           | Escolta/Alero                                       | Senior                                              |                                                     |
| 1981–82†  | Paul Little                                         | Penn                                                |                                                     | Junior                                              |                                                     |
| 1981–82†  | Craig Robinson                                      | Princeton                                           | Alero                                               | Junior                                              |                                                     |
| 1982–83   | Craig Robinson (2)                                  | Princeton                                           | Alero                                               | Senior                                              |                                                     |
| 1983–84   | Joe Carrabino                                       | Harvard                                             | Ala-Pívot                                           | Junior                                              |                                                     |
| 1984–85   | Ken Bantum                                          | Cornell                                             | Pívot                                               | Senior                                              |                                                     |
| 1985–86   | Jim Turner                                          | Brown                                               | Pívot                                               | Senior                                              |                                                     |
| 1986–87   | Perry Bromwell                                      | Penn                                                | Pívot                                               | Senior                                              |                                                     |
| 1987–88   | Paul Maley                                          | Yale                                                | Ala-Pívot                                           | Senior                                              |                                                     |
| 1988–89   | Rob Scrabis                                         | Princeton                                           | Escolta/Alero                                       | Senior                                              |                                                     |
| 1989–90   | Kit Mueller                                         | Princeton                                           | Pívot                                               | Junior                                              |                                                     |
| 1990–91   | Kit Mueller (2)                                     | Princeton                                           | Pívot                                               | Senior                                              |                                                     |
| 1991–92   | Sean Jackson                                        | Princeton                                           | Escolta                                             | Senior                                              |                                                     |
| 1992–93†  | Jerome Allen                                        | Penn                                                | Escolta                                             | Sophomore                                           |                                                     |
| 1992–93†  | Buck Jenkins                                        | Columbia                                            | Alero                                               | Senior                                              |                                                     |
| 1993–94   | Jerome Allen (2)                                    | Penn                                                | Escolta                                             | Junior                                              |                                                     |
| 1994–95   | Matt Maloney                                        | Penn                                                | Escolta                                             | Senior                                              |                                                     |
| 1995–96   | Ira Bowman                                          | Penn                                                | Base/Escolta                                        | Senior                                              |                                                     |
| 1996–97   | Sydney Johnson                                      | Princeton                                           | Escolta/Alero                                       | Senior                                              |                                                     |
| 1997–98   | Steve Goodrich                                      | Princeton                                           | Pívot                                               | Senior                                              |                                                     |
| 1998–99   | Brian Earl                                          | Princeton                                           | Escolta                                             | Senior                                              |                                                     |
| 1999–00   | Michael Jordan                                      | Penn                                                | Base                                                | Senior                                              |                                                     |
| 2000–01   | Craig Austin                                        | Columbia                                            | Alero                                               | Junior                                              |                                                     |
| 2001–02   | Ugonna Onyekwe                                      | Penn                                                | Ala-Pívot                                           | Junior                                              |                                                     |
| 2002–03   | Ugonna Onyekwe (2)                                  | Penn                                                | Ala-Pívot                                           | Senior                                              |                                                     |
| 2003–04   | Jason Forte                                         | Brown                                               | Base                                                | Junior                                              |                                                     |
| 2004–05   | Tim Begley                                          | Penn                                                | Escolta                                             | Senior                                              |                                                     |
| 2005–06   | Ibrahim Jaaber                                      | Penn                                                | Base                                                | Junior                                              |                                                     |
| 2006–07   | Ibrahim Jaaber (2)                                  | Penn                                                | Base                                                | Senior                                              |                                                     |
| 2007–08   | Louis Dale                                          | Cornell                                             | Base                                                | Sophomore                                           |                                                     |
| 2008–09   | Alex Barnett                                        | Dartmouth                                           | Alero                                               | Senior                                              |                                                     |
| 2009–10   | Ryan Wittman                                        | Cornell                                             | Alero                                               | Senior                                              |                                                     |
| 2010–11   | Keith Wright                                        | Harvard                                             | Ala-Pívot                                           | Junior                                              |                                                     |
| 2011–12   | Zack Rosen                                          | Penn                                                | Base                                                | Senior                                              | [ 3 ]                                               |
| 2012–13   | Ian Hummer                                          | Princeton                                           | Alero                                               | Senior                                              | [ 4 ]                                               |
| 2013–14   | Wesley Saunders                                     | Harvard                                             | Alero                                               | Junior                                              |                                                     |
| 2014–15   | Justin Sears                                        | Yale                                                | Alero                                               | Junior                                              |                                                     |
| 2015–16   | Justin Sears (2)                                    | Yale                                                | Alero                                               | Senior                                              | [ 5 ]                                               |
| 2016–17   | Spencer Weisz                                       | Princeton                                           | Alero                                               | Senior                                              | [ 6 ]                                               |
| 2017–18   | Seth Towns                                          | Harvard                                             | Alero                                               | Sophomore                                           | [ 7 ]                                               |
| 2018–19   | Miye Oni                                            | Yale                                                | Escolta                                             | Junior                                              | [ 8 ]                                               |
| 2019–20†  | Paul Atkinson                                       | Yale                                                | Ala-Pívot                                           | Junior                                              | [ 9 ]                                               |
| 2019–20†  | A. J. Brodeur                                       | Penn                                                | Ala-Pívot                                           | Senior                                              | [ 9 ]                                               |
| 2020–21   | Sin temporada de la Ivy League debido a la COVID-19 | Sin temporada de la Ivy League debido a la COVID-19 | Sin temporada de la Ivy League debido a la COVID-19 | Sin temporada de la Ivy League debido a la COVID-19 | Sin temporada de la Ivy League debido a la COVID-19 |
| 2021–22   | Tosan Evbuomwan                                     | Princeton                                           | Alero                                               | Junior                                              | [ 10 ]                                              |
| 2022–23   | Jordan Dingle                                       | Penn                                                | Escolta                                             | Junior                                              | [ 11 ]                                              |
| 2023–24   | Caden Pierce                                        | Princeton                                           | Alero                                               | Sophomore                                           | [ 12 ]                                              |
| 2024–25   | Bez Mbeng                                           | Yale                                                | Base                                                | Senior                                              | [ 13 ]                                              |

## Ganadores por universidad
| Universidad | Premios | Años |
| ----------- | ------- | --- |
| Penn        | 18      | 1975, 1978, 1979, 1982†, 1987, 1993†, 1994, 1995, 1996, 2000, 2002, 2003, 2005, 2006, 2007, 2012, 2020†, 2023 |
| Princeton   | 15      | 1976, 1977, 1982†, 1983, 1989, 1990, 1991, 1992, 1997, 1998, 1999, 2013, 2017, 2022, 2024                     |
| Yale        | 6       | 1988, 2015, 2016, 2019, 2020†, 2025                                                                           |
| Harvard     | 4       | 1984, 2011, 2014, 2018                                                                                        |
| Brown       | 3       | 1980, 1986, 2004                                                                                              |
| Cornell     | 3       | 1985, 2008, 2010                                                                                              |
| Columbia    | 2       | 1993†, 2001                                                                                                   |
| Dartmouth   | 2       | 1981, 2009 |